# الاتحاد الغابوني الكشفي
الاتحاد الغابوني الكشفي هو الاتحاد الوطني لعدة منظمات الكشفية في الغابون، تأسس في ظل أفريقيا الاستوائية الفرنسية في عام 1936، على الرغم من الكشافة ظهرت قبل سنوات طويلة من قبل المستعمرين، أصبح الاتحاد عضوا في المنظمة العالمية للحركة الكشفية في عام 1971. و يعتبر الاتحاد متخلط ويبلغ عدد أعضاؤه 3809 عضو اعتبارا من عام 2008.
هناك ثلاث جمعيات كشفية التي تشكل منها الاتحاد . هم الكشافة الكاثوليكية والمرشدات من الغابون و كشافة والمرشدات من الغابون والبروتستانتية الكشافة والمرشدات من الغابون.
الكشافة في الغابون تشارك في الخدمة العامة بالتعاون مع المنظمات الرياضية والثقافية. وقد تم تنفيذ حملات غرس الأشجاروغيرها فضلا عن مشاريع لتحسين بعض المناطق العامة.